# Giel-Courteilles
Giel-Courteilles – miejscowość i gmina we Francji, w regionie Normandia, w departamencie Orne.
Według danych na rok 1990 gminę zamieszkiwało 321 osób, a gęstość zaludnienia wynosiła 26 osób/km² (wśród 1815 gmin Dolnej Normandii Giel-Courteilles plasuje się na 576. miejscu pod względem liczby ludności, natomiast pod względem powierzchni na miejscu 367.).